# Opius obscuripes
Opius obscuripes är en stekelart som beskrevs av Fischer 1963. Opius obscuripes ingår i släktet Opius och familjen bracksteklar. Inga underarter finns listade i Catalogue of Life.